# Száltelek
Száltelek (románul Țiptelnic) falu Romániában, Maros megyében.

## Fekvése
Marosvásárhelytől 12 km-re északnyugatra fekszik, Mezőbánd községhez tartozik. A falu a Komlód-patakához nyíló mellékvölgyben húzódik meg.

## Története
Területe ősidők óta lakott. Határában hallstatti-kori és dák edénytöredékek kerültek elő. Egykor katolikusok lakták, akik 1660 után Mezőbándra költöztek, ezután földesura románokat telepített a faluba. 1910-ben 335 lakosából 249 román és 63 magyar volt. A trianoni békeszerződésig Maros-Torda vármegye Marosi alsó járásához tartozott. 1992-ben 185 lakosából 141 román, 23 magyar és 21 cigány volt.

## Látnivalók
- Sóskútja a falu nyugati részén van.
- Kincseskút nevű bővizű forrása mellett volt egykor a középkori Kincsesfalva falu.
- A falunak ortodox temploma van.